# ND Adria Miren
ND Adria Miren, krajše Adria, je klub iz okolice Miren. Svoje tekme igrajo na igrišču Stadion Pri Štantu.
Klub je od leta 2001 igral v 3. SNL brez prekinitve do leta 2025, kljub temu da je 3. SNL 1-krat tudi zmagal in sicer v sezonah 2009/10. V sezoni 2024/25 je klub dosegel predzadnje 15. mesto in po dolgem času v 3. SNL izpadel v Primorsko nogometno ligo (EPNL).

## Nekdanji znani igralci
| Št. | Država    | Položaj | Igralec       |
| --- | --------- | ------- | ------------- |
|     | Slovenija | GK      | Janu Štrukelj |
|     | Slovenija | GK      | Alan Šuligoj  |
|     | Slovenija | DF      | Simon Živec   |
|     | Slovenija | DF      | Andrej Baša   |
|     | Slovenija | DF      | Marko Furlan  |
|     | Slovenija | DF      | Klemen Jerkič |

| Št. |           | Položaj | Igralec        |
| --- | --------- | ------- | -------------- |
| –   | Slovenija | MF      | Sandi Čajić    |
| –   | Slovenija | MF      | Bla Hlede      |
| –   | Slovenija | MF      | Boštjan Frelih |
| –   | Slovenija | MF      | Marko Debeljak |
| –   | Slovenija | FW      | Simo Skubin    |
| –   | Slovenija | FW      | Luka Jerkič    |